# Стів Самнер
Стів Самнер (англ. Steve Sumner; 2 квітня 1955, Престон, Велика Британія — 8 лютого 2017, Нова Зеландія) — новозеландський футболіст, що грав на позиції півзахисника.
Виступав, зокрема, за клуби «Крайстчерч Юнайтед», а також національну збірну Нової Зеландії.

## Клубна кар'єра
Народився 2 квітня 1955 року в місті Престон. Вихованець юнацьких команд футбольних клубів «Блекпул» та «Престон Норт-Енд».
У дорослому футболі дебютував 1973 року виступами за команду клубу «Крайстчерч Юнайтед». Того ж року завоював свій перший трофей, переможця Національної Футбольної Ліги, який був лише другим в історії його клубу. Наступного року «Крайстчерч» в національному чемпіонаті посів лише друге місце, але в кубку Четгема разом з командою тріумфував, перемігши в фінальному поєдинку з рахунком 2:0 «Веллінгтон Даймонд Юнайтед». У 1975 році Самнер зі своїми партнерами по команді оформили «золотий дубль», вигравши національний чемпіонат та кубок. У 1976 році «Крайстчерч» знову виграв Кубок Четгема, ставши першим клубом, який переміг в цьому турнірі тричі поспіль, до цього подібним досягненням міг похизуватися «Вестерсайд Карорі», який вигравав кубок в 1938—1940 роках, а в 1994—1996 роках це досягнення повторив клуб «Уайтакере Сіті». Останнім трофеєм у футболці клубу з острова Південний була перемога в Національній футбольній лізі 1978 рокую В «Крайстчерч Юнайтед» провів сім сезонів, взявши участь у 147 матчах чемпіонату. Більшість часу, проведеного у складі У складі, був основним гравцем команди.
У 1981 році Самнер покинув новозеландський клуб, заради виступів у клубі «Ньюкасл Юнайтед Джетс» з Національної Футбольної Ліги, і допоміг зайняти 10-те місце серед 16 команд-учасниць. 1982 року уклав контракт з клубом «Вест Аделаїд», у складі якого провів наступний рік своєї кар'єри гравця. 
У 1983 році повернувся в Нову Зеландію та підписав контракт з клубом «Манурева» (Окленд), і в тому ж році виграв титул найкращого бомбардира національного чемпіонату, а в наступному році став переможцем кубку Четгема. У 1987 році захищав кольори клубу «Гісборн Сіті», в складі якого знову став володарем національного кубку.
На закаті власної кар'єри, з 1988 по 1989 роки повернувся в «Крайстчерч Юнайтед», з яким 1988 року виграв національний чемпіонат, а в 1989 році виграв національний кубок.

## Виступи за збірну
13 вересня 1976 року дебютував у складі національної збірної Нової Зеландії в переможному матчі проти збірної Бірми (2:0). У 1980 році взяв участь у провальному для новозеландців Кубку націй ОФК. Незважаючи на гол Самнера у ворота Таїті, поступилися з рахунком 1:3, а в наступному матчі, проти Фіджі, знову зазнали поразки 0:4, і, незважаючи на перемогу над Соломоновими Островами з рахунком 6:1, новозеландці залишили турнір.
В наступному році був у складі команди в успішному кваліфікаційному раунді до Чемпіонату світу 1982. У першому матчі він відзначився у воротах збірної Австралії (3:3) та відзначився 6-ма голами в переможному матчі проти Фіджі (13:0). Тривалий час така кількість забитих м'ячів була рекордною для ігор кваліфікації чемпіонатів світу, допоки у 2001 році австралієць Арчі Томпсон, який відзначився 13-ма голами у матчі проти Американського Самоа. У другому й останньому турі він відзначився голом у поєдинку з Кувейтом, що завершився внічию на полі суперника (2:2). Крім того, він зіграв в шести матчах, в тому числі й фінальному, переможному (5:0), над Саудівською Аравією в останній грі, завдяки чому новозеландці вийшли до плей-оф турніру, в якому зустрілися з Китаєм. 10 січня 1982 року у переможному (2:1) матчі проти Сінгапуру вийшов на поле в центрі півзахисту. Це був перший для Стіва матч за збірну у кваліфікації до чемпіонату світу. Вже в Іспанії Самнер з капітанською пов'язкою виводив «Ківі» у програних (2:5) матчах проти Шотландії, в кому також відзначився голом, СРСР (0:3) та Бразилії (0:4). Таким чином, Самнер став першим футболістом від ОФК, який відзначився голом у фінальній частині чемпіонату світу ФІФА. 23 червня 1988 року провів свій останній матч у футболці новозеландської збірної, в якому команда перемогла Саудівську Аравію з рахунком 3:2. Протягом кар'єри у національній команді, яка тривала 13 років, провів у формі головної команди країни 58 матчів, забивши 22 голи. З урахуванням неофіційних поєдинків — 105.
У 1991 році був включений до Золи слави Футбольної асоціації Нової Зеландії, а також був нагороджений ФІФА орденом «За заслуги», який йому вручили напередодні початку чемпіонату світу 2010 року, разом з ним цю нагороду вручили Йогану Кройфу та колишньому президенту ПАР Табо Мбекі.

## Життя після завершення кар'єри та смерть
Після відходу Самнер продовжував жити футболом, працював експертом на телеканалі Television New Zealand. Крім цього, був членом Виконавчої ради в клубі «Веллінгтон Фенікс», допомагаючи своїм професіональним досвідом досягати команді нових висот. У серпні 2015 року йому було поставлено діагноз рак простати, від якого він помер 8 лютого 2017 року, у віці 61 року.

## Титули і досягнення

### Командні

#### Крайстчерч Юнайтед
- Національна Футбольна Ліга Нової Зеландії
  -  Чемпіон (4): 1973, 1975, 1978, 1988

- Кубок Четгема
  -  Володар (6): 1974, 1975, 1976, 1989

#### Манурева
- Національна Футбольна Ліга Нової Зеландії
  -  Чемпіон (1): 1983

- Кубок Четгема
  -  Володар (1): 1984

#### Гісборн Сіті
- Кубок Четгема
  -  Володар (1): 1987

### Особисті
- Гравець Року :1983[6]
- Золота Бутса: 1983[6]
- FIFA Centennial Award: 2004
- Орден «За заслуги» (ФІФА): 2010[4]
- Friends of Football Medal of Excellence 2015[7]
- Кавалер новозеландського ордену «За заслуги» (за заслуги в розвитку футболу), Нагорода на честь Дня народження Королеви (2016)[8]